# A francia zászló
A francia zászló Jules Verne egyik kevéssé ismert regénye.

## Történet
|  | Alább a cselekmény részletei következnek! |

A történet középpontjában egy zseniális tudós (Thomas Roch) rettenetes felfedezése áll, aki egy elképzelhetetlen pusztítóerejű robbanóanyagot talált ki. Hiába kilincselt a kormányoknál, s végül az USA kormánya intézetbe záratta a kissé „megviselt elméjű” tudóst, nehogy a találmányt rossz célokra hasznosíthassák.
Ebből az intézetből szökteti meg (vagyis rabolja el) D’Artigas gróf (alias Ker Karraje) emberei segítségével, és viszi magával egy titokzatos szigetre, ahol össze akarja állíttatni vele a robbanószert. A tudóssal együtt elrabolják gondozóját Gaydont, aki egyébként egy francia mérnök, Simon Hart.
Az emberrablás során egy titokzatos tengeralattjáróra (tugra) hurcolják őket, s így könnyedén átsiklanak a hadihajók vizsgálatán. A szigeten történteket Simon Hart naplójából ismerhetjük meg, akinek célja, hogy a tudós találmányát békés célokra hasznosítsák.
Simon Hart felismeri, hogy a Bermuda-szigetek közé tartozó Back Cup-ra hurcolják őket, amely angol fennhatóság alatt áll, de amely ugyanakkor lakatlan, hiszen a gróf elhitette a halászokkal, hogy a sziget egy kitörni készülő vulkán, így mindenki elmenekült, ők pedig nyugodtan élhetnek a „vulkán” kürtőjében, egy hatalmas barlangban.
A szigetlakók tudják, ki az ápoló, de azt hiszik, hogy tud valamennyit Roch titkából, így nem ölik meg, hanem életben hagyják, „hátha jó lesz még valamire” okból.
Az ott tartózkodásuk alatt Simon Hart szinte szabadon mászkálhat a szigeten (pontosabban a „vulkán” kürtőjében) és alaposan megfigyelheti a kalózok életét. Serkö mérnök segítségével elektromossággal világítanak, fűtenek, sőt még a víz desztillációjához is azt használják. A mérnök igyekszik kifaggatni a francia kollégáját, de Simon Hart óvatosan beszél vele, így Serkö nem sok mindent tud meg. Ugyanakkor Hart is próbál Roch közelébe férkőzni, de az az ápolóját látja benne, s elzavarja.
Egy véletlen cetkaland segít Hartnak, hogy felfedezze a barlang víz alatti kijáratát, így már megtudja, hogy merre lehetséges a menekülés. Közben kihallgat egy beszélgetést, amelyből megtudja, hogy félig már a kalózok kezében van a robbanószerkezet titka, s csak az összeállítására várnak. A tug el is indul a megfelelő anyagok beszerzéséért.
Eközben Serkö mérnök alagutat fúr a hegy belsejébe, hogy ne csak víz alatti csatorna legyen, mindezt a robbanószer segítségével, amelynek hatása felülmúlja a legvadabb elképzeléseit is.
Hart az őszi napéjegyenlőségkor bekövetkező erős apályt kihasználva egy üzenetet küld a külvilágnak egy kis hordóban, s megfogalmazza benne minden ismeretét a szigetről. A hordócska sikeresen kijut a barlangból.
Néhány nap múlva visszatér a tug, s különböző vegyi anyagokat és eszközöket hoz magával a bombákhoz.
Hart reménykedve várja a levele hatását, s ugyanakkor tapasztalja a készülődés jeleit is. A tug újra elindul, hogy újabb eszközöket hozzon. A francia mérnök újra beszélget Serkövel és még borúsabban látja a helyzetet, amikor egy tengeralattjáró hatol a sziget belsejébe néhány angol matrózzal, s megszöktetik (elrabolják?) őket D'Artigas fogságából. A naszád kevéssé ismeri a helyet, így sok időbe telik, amíg megtalálják a kivezető utat, s mire odatalálnak éppen összefutnak a visszaérkező tuggal, amely megtámadja őket.
Lezajlik a rövid tenger alatti csata, amelynek eredményeképpen az angol tengeralattjáró elsüllyed a tenger fenekére, a legénysége elpusztul, de Rocht és Hartot sikeresen kimentik. Serkö mérnök kérdőre vonja Hartot, de nem sikerül rábizonyítania semmit, így nem bántják.
Hart ettől kezdve reménykedik, hiszen az angolok valószínűleg az eltűnt tengeralattjáró után jönnek. Megpróbál Roch lelkére is beszélni, kevés sikerrel.
Közel egy hónap telik el, mire valóban megjelenik a sziget látóhatárán egy idegen hajóraj, öt hajóból. Ekkorra már készen áll Roch hadigépe, így a rablók nyugodtan várják a csatát. A készülődés közepette Hart megszökik a nem túl régen elkészült alagúton, s elrejtőzik a sziget sziklái között.
A hajóhad valóban megtámadja a szigetet, s az első támadót sikeresen el is pusztítja a Roch-féle bomba. A második azonban felvont zászlókkal támad, s a feltaláló lelkében a "francia zászló" látványa elhomályosítja a bosszút, így nem hajlandó megtámadni, lerombolni saját hazájának hajóját. A robbanóanyagot tartalmazó üvegcsét széttöri, s berohanva a laboratóriumba, felrobbantja az egész szigetet.
Harton kívül mindenki meghal, így a robbanószerkezet és robbanóanyag titka elvész.

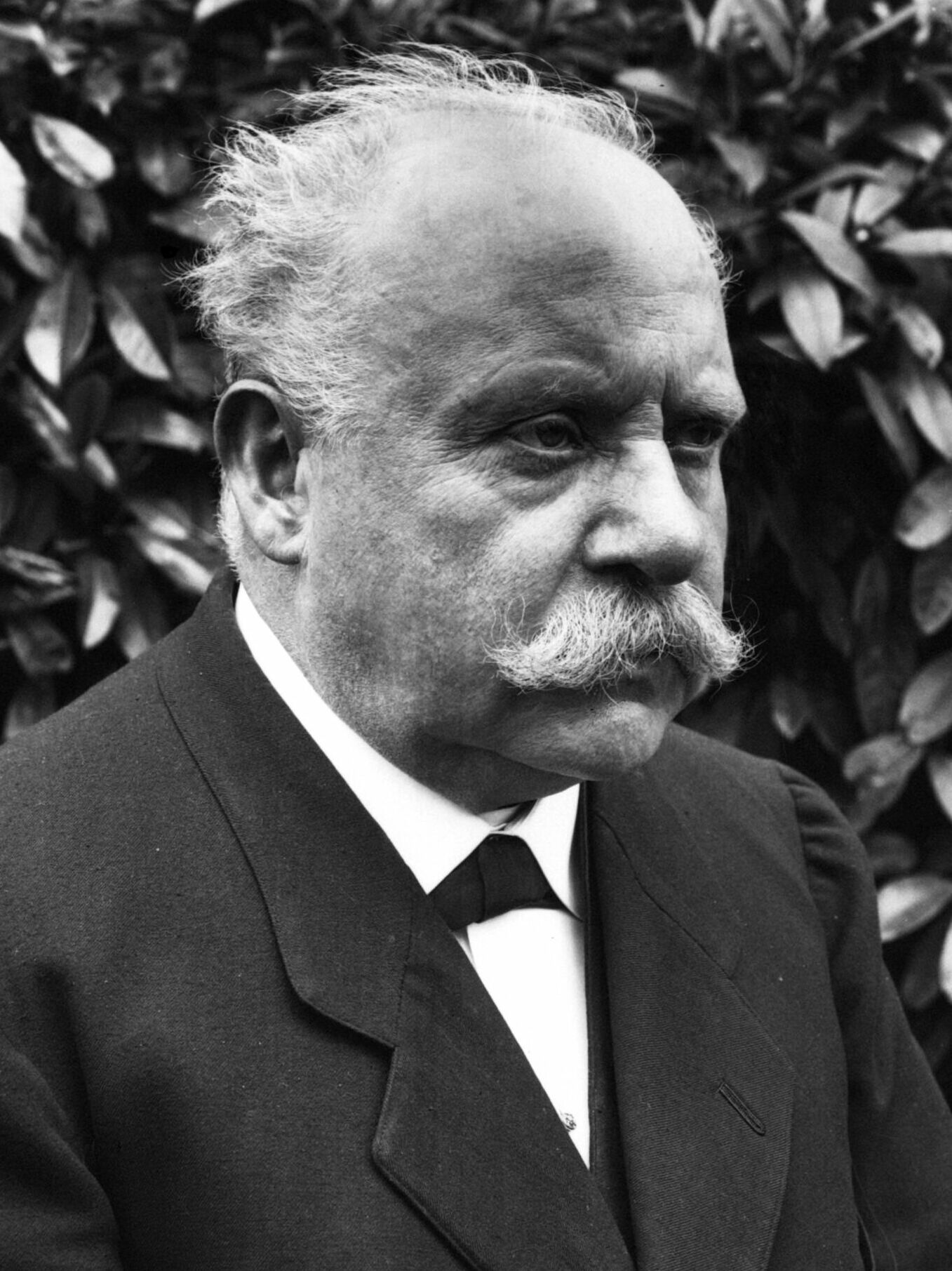
Eugène Turpin

|  | Itt a vége a cselekmény részletezésének! |

## A regény utóélete
A regényben szereplő feltaláló alakját Verne tulajdonképpen Eugène Turpin francia vegyészről (1848–1927) mintázta, akinek speciális szakterülete a robbanóanyagok kutatása volt. Turpin emiatt be is perelte az írót.
A perben Verne-t a kor neves jogásza, Raymond Poincaré (1860–1934) képviselte, aki később, 1913–1920 között a Francia Köztársaság elnöke lett. Poincaré sikeres felmentést harcolt ki Verne számára az elsőfokú eljárásban, 1897 márciusában, majd Turpin fellebbezése után a másodfokú eljárásban is, 1897 decemberében. Jules Verne halála után viszont, a fivéréhez írt leveleinek feldolgozása és közreadása során kitűnt, hogy az írót valóban Turpin alakja és munkássága inspirálta a regény megírására.